# Hemofilia C
La hemofilia C, también llamada déficit congénito del factor XI de la coagulación, es una enfermedad hereditaria que afecta por igual a ambos sexos y causa predisposición a las hemorragias por una deficiencia en la coagulación de la sangre.

## Epidemiología
Es especialmente frecuente en judíos de ascendencia asquenazí. Se presenta con poca frecuencia, en Estados Unidos se calcula que afecta a una persona de cada 100 000, siendo por tanto más rara que la hemofilia A y la hemofilia B.

## Etiología
Está causada por una deficiencia en el factor XI de la coagulación y no provoca hemorragias articulares. El gen que codifica el factor XI se encuentra en el cromosoma 4, por lo cual la enfermedad se transmite de padres a hijos según un patrón autosómico y no está ligada al sexo. Los síntomas pueden presentarse tanto en los individuos homocigóticos como en los heterocigóticos.

## Cuadro clínico
El trastorno causa por lo general pocos síntomas. Los pacientes pueden sangrar de forma anormal en determinadas circunstancias, por ejemplo después de intervenciones quirúrgicas, extracciones dentales o traumatismos importantes. Las hemorragias espontáneas no son habituales, salvo menstruación abundante en las mujeres.

## Tratamiento
En determinadas circunstancias, por ejemplo antes de una extracción dental o en el preoperatorio, se recomienda la administración por vía intravenosa de concentrados de factor XI para disminuir el riesgo de hemorragia.